# Hot Girls Wanted: Turned On
Hot Girls Wanted: Turned On és una sèrie documental estatunidenca basada en la pel·lícula Hot Girls Wanted, produïda per Jill Bauer, Ronna Gradus i Rashida Jones, estrenada el 21 d'abril de 2017 a Netflix.

## Argument
La sèrie tracta diversos temes, com els inicis en la pornografia des de vessants feministes, passant per l'experiència de la gent amb les aplicacions de cites, l'entrada de noves actrius joves en la indústria pornogràfica, la relació dels consumidors de pornografia amb les actrius pornogràfiques, la pressió sobre els actors porno, i també experiència de violacions en el món de la pornografia. L’antologia de sis parts mostra com internet determina el sexe i les relacions actuals, i presenta persones que es guanyen la vida tenint relacions sexuals davant de la càmera, des de productores que filmen fantasies femenines a gent corrent que busca amor i sexe a internet.

## Llista d'episodis
| Núm. total | Núm. de la temporada | Títol                | Direcció                  | Data d'emissió original |
| --- | -------------------- | -------------------- | ------------------------- | ----------------------- |
| 1 | 1                    | «Women on Top»       | Rashida Jones             | 21 d'abril de 2017      |
| En el primer capítol segueixen la carrera fotogràfica de Holly Randall i la cinematogràfica d'Erika Lust, les quals proven de mostrar que pot produir-se pornografia i erotisme feminista amb visió femenina. |                      |                      |                           |                         |
| 2 | 2                    | «Love Me Tinder»     | Jill Bauer i Ronna Gradus | 21 d'abril de 2017      |
| En el segon capítol es narra l'experiència de James Rhine, un home de 40 anys que participà a la 6a temporada del programa de tele realitat Big Brother als Estats Units i que després començà una llarga experiència sexual amb multitud de dones atretes per la seva fama mediàtica, derivant amb el seu èxit en aplicacions de cites com TInder o Bumble on queda amb dones i les ignora quan hi perd interès, fins que decideix fer un canvi de vida i assumir que ja és adult i que hauria d'establir una relació estable amb algú. |                      |                      |                           |                         |
| 3 | 3                    | «Owning It»          | Sandra Alvarez            | 21 d'abril de 2017      |
| El tercer capítol narra l'experiència de Bailey Rayne en la indústria pornogràfica. Captant noves noies com Kylie Page que vulguin provar sort en aquesta indústria i com les guia a través de les productores i mànagers, advertint-les dels riscos per la salut i la seva seguretat personal. |                      |                      |                           |                         |
| 4 | 4                    | «Money Shot»         | Jill Bauer i Ronna Gradus | 21 d'abril de 2017      |
| En el quart capítol els actors porno Tyler Knight (de nom real Jonte Demone Bumpus) i Jax Slayher, i l'agent de talents i representant Riley Reynolds, expliquen com varen entrar a la indústria pornogràfica i parlen de la pressió que senten quan són dins i quan són fora dels platós. |                      |                      |                           |                         |
| 5 | 5                    | «Take Me Private»    | Peter LoGreco             | 21 d'abril de 2017      |
| En el cinquè capítol, una actriu de webcam i emissió en viu anomenada Alice Frost acaba coneixent un dels seus fans en Tom, el qual l'ha seguit des de sempre i que ha pagat milers de dòlars per veure-la realitzar interpretacions sexuals en línia. Ell mai no havia tingut una relació amb ningú abans. En canvi ella té un marit que es diu Chad Diamond i que és fotògraf. Tom creu que Alice és la seva xicota, però sap que ella té marit. Tom i Alice acaben trobant-se físicament a Austràlia, però Alice no acaba sentint una atracció sexual per Tom, i ella acaba tornant amb en Chad. |                      |                      |                           |                         |
| 6 | 6                    | «Don't Stop Filming» | Peter LoGreco             | 21 d'abril de 2017      |
| En el sisè capítol, s'explica l'experiència de Marina Lonina, una noia condemnada a 9 mesos de presó l'any 2016 per retransmetre en directe a Periscope la violació de Raymond Gates a una amiga seva. L'acusació per violació i segrest la podria portar a quedar registrada com a delinqüent sexual. Un dia Marina Lonina queda amb una amiga en un centre comercial, allà coneixen a Raymond Gates que les convida al seu pis on consumeixen alcohol. L'amiga de Marina Lonina i Raymond Gates comencen a practicar sexe i Marina Lonina els grava i emet per Periscope. Després l'amiga de Marina Lonina denuncia a Raymond Gates per violació, i Marina Lonina acaba acusada també per no haver demanat ajuda mentre violaven la seva amiga. Ron O'Brien, el fiscal del comtat de Franklin vol que es jutgi Marina sobre la gravetat del cas d'agressió sexual igual que Raymond, i que se la jutgi per publicar la gravació obscena de l'agressió sexual. Sam Shamansky, advocat de Marina, intentarà que no la incloguin a la llista de delinqüents sexuals. Raymond Gates acaba acceptant l'acusació per violació i és condemnat a 9 anys de presó, i Marina acaba acceptant entrar a presó amb una pena de 9 mesos al correccional, i evita que la registrin com a delinqüent sexual. En cap moment del capítol s'exposa el testimoni de la víctima de la violació. |                      |                      |                           |                         |